# Ludwig Rosenthal (Antiquar)

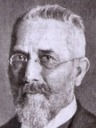
Ludwig Rosenthal

Ludwig Rosenthal (* 2. Juli 1840 in Fellheim, Königreich Bayern; † 23. Dezember 1928 in München) war ein deutscher Buchhändler und Antiquar.

## Leben
Ludwig war der älteste Sohn des Markthändlers Joseph Rosenthal. Seine Mutter Dorlene geb. Bacharach entstammte einer ortsansässigen jüdischen Metzgerfamilie aus Fellheim im heutigen Landkreis Unterallgäu. Sein Vater Joseph betrieb in Fellheim eine Kunst- und Antiquitätenhandlung. Seine drei weiteren Geschwister waren Jette, Nathan und Jakob, der sich später in Jacques Rosenthal umbenannte. Ludwig wuchs in der jüdischen Gemeinde von Fellheim auf und besuchte dort die damals gemeinsame jüdisch-christliche Schule. Zusätzlich ging er mit dreizehn Jahren zu Fuß ins zehn Kilometer entfernte Buxheim, um dort an der ehemaligen Reichsabtei der Kartäuser, die das heutige Gymnasium Marianum Buxheim der Salesianer Don Boscos beherbergt, die englische und französische Sprache zu erlernen. Nach einer Ausbildung zum Buchhändler bei Isaak Hess in Ellwangen eröffnete er 1859 in Fellheim einen eigenen Kunst- und Antiquitätenhandel.

## Rosenthal Antiquariat

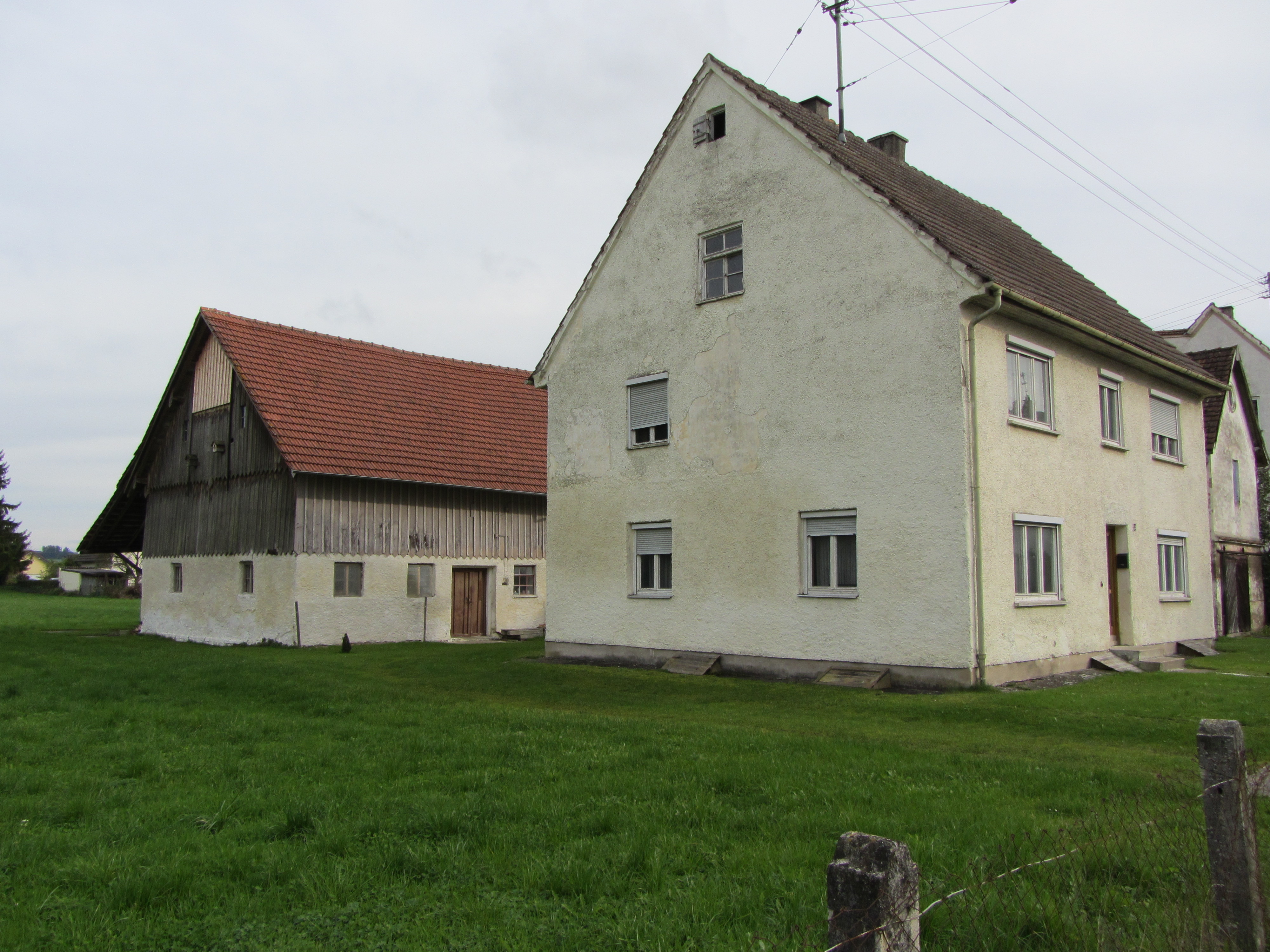
Ehemalige Metzgerei Bacharach in Fellheim – Geburtshaus von Ludwig Rosenthals Mutter Dorlene (2012)

Nach dem Fall des Matrikelgesetzes 1862 im Königreich Bayern zog die Familie Rosenthal 1867 nach München. Eine der Grundvoraussetzungen für diesen Umzug nach München war der Nachweis eines Vermögens in Höhe von 5.000 Gulden. Ludwig und sein Bruder Jakob (Jacques) begründeten in München das „Rosenthal Antiquariat“. In ihrem Bestand befand sich eine Karte von der Weltumsegelung Magellans aus dem Jahre 1523. Rosenthal konnte unter anderem Teile der Bibliothek des Klosters St. Veit bei Neumarkt in der Oberpfalz, der Stadtbibliothek Leutkirch im Allgäu, der Bibliothek der Familie Hoermann von Gutenberg, der Bibliothek des Jesuiten-Kollegiums Landsberg, der Bibliothek des Freiherrn Karl Maria von Aretin, Teile der Bibliothek des Klosters Buxheim bei Memmingen und der Bibliothek des Rittergutes Lobris in Schlesien erwerben. Um die Jahrhundertwende war Rosenthals Antiquariat mit mehr als einer Million Bücher umfangreicher als die Bayerische Staatsbibliothek. Ein bekannter Kunde war der Heraldiker und Sammler Otto Hupp. Von Hupp übernahm Rosenthal im Jahre 1900 das Missale speciale (früher Constantiense) zum Verkauf zum Preis von 300.000 Goldmark. Im Jahre 1905 ernannte er seine drei Söhne Adolf, Heinrich und Norbert Rosenthal zu seinen Teilhabern.
Ludwig Rosenthal verstarb im Jahre 1928. Während der NS-Zeit konnte die Familie teilweise in die Vereinigten Staaten auswandern.
Von 2002 an zeigte das Jüdische Museum in München eine Ausstellung über die Familie Rosenthal, die im Jahr 2004 nach Fellheim und von 2008 an nach Mindelheim wanderte. Mitglieder der Familie, die teils noch in Antiquariaten in London bzw. in Leidschendam als Antiquare tätig sind, kamen zu Besuch.